# Tsuruko Haraguchi
Pour les articles homonymes, voir Haraguchi.
Tsuruko Haraguchi (原口鶴子, Haraguchi Tsuruko) (18 juin 1886 - 26 septembre 1915) est une psychologue japonaise qui fut la première femme japonaise à obtenir un doctorat.

## Biographie
Née sous le nom de « Tsuru Arai » d'un père riche agriculteur, Haraguchi a deux sœurs. Elle est scolarisée au lycée pour filles Takasaki jusqu'en 1902, sortant deux ans plus tôt que ses camarades de classe du même âge. Elle entre à l'université pour femmes du Japon en 1903 pour étudier les humanités à la faculté de littérature anglaise. À l'époque, les femmes ne sont pas autorisées à obtenir des diplômes d'études supérieures ou au-delà dans les universités japonaises, et les établissements d'enseignement supérieur pour femmes ne sont pas encore officiellement reconnus. Ainsi, lorsque son mentor, le psychologue Matsumoto Matataro, l'encourage à poursuivre ses études, elle quitte le Japon pour les États-Unis après avoir obtenu son diplôme en 1906.
Elle entre à l'université Columbia en 1907 pour terminer un doctorat en psychologie. Elle se concentre sur la psychologie expérimentale et la pédagogie, et étudie auprès d'Edward Thorndike, Robert Woodworth et James McKeen Cattell. Elle termine sa thèse, intitulée « Fatigue mentale », en 1912, à partir d'expériences sur elle-même lors desquelles elle a multiplié des nombres à quatre chiffres et a traduit des phrases de l'œuvre de John Dewey. Elle reçoit son doctorat le 5 juin 1912, devenant la première femme japonaise à obtenir un doctorat dans n'importe quel domaine. Elle se marie le même jour.
Haraguchi retourne au Japon où elle étend sa thèse de doctorat et la traduit en japonais. Elle est publiée sous le titre « Études sur le travail mental et la fatigue » en 1914. Elle donne occasionnellement des conférences à l'université pour femmes du Japon et participe à la création d'un laboratoire de psychologie expérimentale de l'université,.
Elle écrit également un mémoire, Tanoshiki omohide (« Agréables mémoires »), en 1915, dans lequel elle tire des conclusions de son expérience à l'université Columbia pour défendre l'éducation des femmes et sa valeur.
Haraguchi épouse Takejirō Haraguchi, un professeur de l'université Waseda, le 5 juin 1912. Ils ont un fils et une fille.
Haraguchi meurt de la tuberculose le 26 septembre 1915 à 29 ans. Son dernier travail, une traduction en japonais de Génies héréditaires (publié en 1869) de Francis Galton, est publié à titre posthume en 1915. Le récit de son expérience à l'université Columbia et ses observations sur les différences culturelles entre le Japon et les États-Unis, Heureux souvenirs, est également publié en 1915.
Deux documentaires décrivent la vie et le travail de Haraguchi : La Vie de Tsuruko Haraguchi (2007) et La Psychologue Tsuruko Haraguchi : Mémoires de ses jours à l'université Columbia au début des années 1900 (2008).